# یواس‌اس باستویک (دی‌یی-۱۰۳)
یواس‌اس باستویک (دی‌یی-۱۰۳) (به انگلیسی: USS Bostwick (DE-103)) یک کشتی بود که طول آن ۳۰۶ فوت (۹۳ متر) بود. این کشتی در سال ۱۹۴۳ ساخته شد.